# 中御門宣顕
中御門宣顕（なかのみかど のぶあき、寛文2年（1662年）12月2日 - 元文5年（1740年）8月22日）は、江戸時代中期の公卿。

## 官歴
- 元禄元年（1688年）：右兵衛佐
- 元禄3年（1690年）：従五位上
- 元禄4年（1691年）：右少弁、蔵人、正五位上
- 元禄5年（1692年）：左少弁
- 元禄7年（1694年）：右中弁
- 元禄9年（1696年）：蔵人頭、従四位下
- 元禄10年（1697年）：左中弁、正四位上
- 宝永5年（1708年）：従三位
- 享保4年（1719年）：正三位
- 享保7年（1722年）：参議
- 享保16年（1731年）：権中納言
- 元文3年（1738年）：権大納言、従二位

## 系譜
- 父：中御門資熈
- 兄：中御門宣基
- 兄：岡崎国久
- 兄：柳原秀光
- 子：中御門経康